# William L. Shirer
William Lawrence Shirer est un journaliste, historien et écrivain américain, né le 23 février 1904 à Chicago et mort le 28 décembre 1993 à Boston.
Il fut correspondant de presse, puis de radio en Europe, dans les années 1920 et 1930. Sa couverture des annexions nazies de 1938-1939 et du déclenchement de la Seconde Guerre mondiale pour la CBS depuis Berlin le rendit célèbre auprès du public américain. Il fut avec d’autres journalistes engagés par Edward R. Murrow l’un des pionniers de la diffusion transatlantique, réalisant un certain nombre de « coups » médiatiques et inaugurant la formule du « tour d’horizon » entre correspondants en direct depuis plusieurs grandes capitales. Le Peabody Award lui fut remis en 1946 pour « couverture et interprétation remarquables de l’actualité ».
Il est également connu pour son ouvrage The Rise and Fall of the Third Reich (1960), un récit détaillé de l’histoire politique, diplomatique et militaire du nazisme, du régime hitlérien et de l’Allemagne dans la Seconde Guerre mondiale ; il avait auparavant fait paraître son Berlin Diary (1941). Il est l’auteur d’une quinzaine d’autres livres sur les événements du XXe siècle ainsi que de quelques romans. Plusieurs de ses ouvrages eurent un grand succès populaire et furent primés, mais firent l’objet de critiques d’historiens pour leur faiblesse à l’aune des exigences universitaires et pour leur coloration par certains partis pris.

## Origines, formation et famille
William Shirer naît à Chicago le 23 février 1904. Son père, un magistrat fédéral, meurt lorsqu’il a 9 ans, et sa mère déménage avec William, sa sœur aînée et son frère cadet à Cedar Rapids, dans l’Iowa, où vivent les grands-parents maternels de William Shirer. Après sa scolarité secondaire à la Washington High School, il entre au Coe College (en), un collège d’arts libéraux ; il participe au journal étudiant, le Cosmos, et travaille l’été aux pages sportives du Cedar Rapids Republican.
Après avoir obtenu un Bachelor of arts de journalisme en 1925, il se rend en Europe dans l’intention d’y passer l’été et avec deux cents dollars en poche, mais ayant trouvé, le matin du jour prévu pour son retour, un emploi au bureau du Chicago Tribune à Paris, il s’y établit et va ne revenir aux États-Unis que quinze ans plus tard.
Lors de son séjour parisien, il suit des cours sur l’histoire de l’Europe au Collège de France.
Il épouse en 1931 une photographe autrichienne, Theresa Stiberitz, dite Tess (1910-2008) ; ils ont ensuite deux filles, Eileen Inga et Linda Elizabeth. Shirer divorce en 1961 et se remarie avec Irina Lugovskaya.
Il a perdu l’usage de son œil droit en 1932 à la suite d'un accident de ski dans les Alpes.
Au cours de sa scolarité et de ses années en Europe, il a appris l’allemand, le français, l’espagnol et l’italien.

## Carrière

### Paris
De 1925 à 1927, Shirer travaille au Paris Tribune, l’édition française du Chicago Tribune, puis devient en 1927 correspondant de l’édition américaine. Cette nouvelle fonction l’amène à voyager en Europe ainsi qu’au Proche-Orient et en Inde, où il rencontre le mahatma Gandhi, avec qui il restera en contact.
Il perd son emploi au Tribune en 1932 en raison de la Grande Dépression ; le couple Shirer part vivre en Espagne, où il partage pendant un an une villa sur la côte avec le guitariste Andrés Segovia.
En 1934, Shirer est embauché par l’édition française du New York Herald, mais quitte Paris pour l’Allemagne au mois d’août. Il revient fréquemment en France dans les années 1930.

### L’Allemagne nazie
En 1934, Shirer est engagé par le bureau berlinois de l’Universal News Service, l’une des deux agences de presse du magnat des médias William Randolph Hearst. Il couvre notamment les triomphes hitlériens des années 1930 comme le retour à l’Allemagne du territoire du bassin de la Sarre en 1935 et la remilitarisation de la Rhénanie en 1936.
Lorsque l’UNS cesse ses activités en août 1937, Shirer est transféré à l’International News Service, l’autre agence de Hearst, mais il est renvoyé quelques semaines plus tard. Le jour même où il reçoit son avis de licenciement, il reçoit également une invitation d’Edward R. Murrow, le responsable des activités européennes de la CBS. Lors de leur rencontre, quelques jours plus tard à Berlin, Murrow explique à Shirer qu’il ne peut couvrir toute l’actualité européenne depuis son bureau de Londres et qu’il recherche un correspondant pour ouvrir un bureau en Europe continentale. Il propose le poste à Shirer, sous réserve qu’un enregistrement d’essai satisfasse les dirigeants du réseau, qui désirent juger si sa voix est adaptée à la diffusion radiophonique. Bien que Shirer craigne que sa voix flûtée ne convienne pas, l’essai est jugé concluant.
Shirer devient chef du bureau européen de la CBS, qu’il installe à Vienne ; la capitale autrichienne, en plus d’avoir une situation plus centrale que Berlin, offre alors plus de garantie d’indépendance vis-à-vis des autorités allemandes. Il est chargé de préparer les émissions et, dans les premiers temps, d’engager des correspondants de presse pour les mener à bien, car la CBS interdit alors à ses correspondants de prendre eux-mêmes la parole sur le réseau ; cette interdiction, jugée absurde par Murrow et Shirer, est levée en mars 1938. Shirer est le premier de ce qu’on appellera les « gars de Murrow » (Murrow’s Boys), un groupe de journalistes de radio recrutés par Murrow qui ont couvert la Seconde Guerre mondiale et l’après-guerre pour le public américain.
Jusqu’en 1939, Shirer et les autres correspondants étrangers en Allemagne ne sont soumis qu’à une autocensure : ils savent que les fonctionnaires du ministère de l'Éducation du peuple et de la Propagande du Reich, dirigé par Joseph Goebbels, peuvent leur refuser l’accès aux studios de radio de l’État ou les faire expulser du territoire allemand. Ils conservent malgré tout plus de liberté dans leur travail que les journalistes allemands s’adressant au public allemand.
Le 11 mars 1938, lors de l’annexion de l’Autriche par l’Allemagne après plusieurs semaines de pressions des nazis sur le gouvernement autrichien, Shirer est le seul journaliste de radio américain à se trouver à Vienne, son confrère Max Jordan, de la NBC, s’étant absenté. Cependant, les troupes d’occupation allemandes, qui contrôlent les studios de la radio, ne l’autorisent pas à retransmettre son reportage aux États-Unis. Sur le conseil de Murrow, qui vient le remplacer à Vienne, Shirer gagne Londres en avion et peut y faire le premier compte-rendu non censuré d’un témoin direct des événements. Il rapporte dans son Berlin Diary que dans l’avion se trouvaient de nombreux Juifs qui fuyaient l’Autriche devenue nazie.
Le lendemain, Paul White, directeur de l’information de la CBS, demande à Murrow et Shirer de produire un « tour d’horizon européen » d’une trentaine de minutes dans lequel doivent intervenir en direct des correspondants depuis cinq capitales européennes (Berlin, Vienne, Paris, Rome et Londres). L’émission, organisée en huit heures avec les équipements téléphoniques et radiophoniques disponibles et présentée depuis New York par Robert Trout (en), est un grand succès et établit un nouveau format dans le journalisme de radio. Elle est à l’origine du CBS World News Roundup (en), qui est, huit décennies plus tard, toujours diffusé chaque matin et chaque soir sur la CBS ; c’est le programme d’information radiophonique le plus ancien encore en activité.
Le bureau viennois est déplacé à Genève après l’Anschluss. Shirer suit la plupart des grands discours d’Adolf Hitler ainsi que des rassemblements de propagande comme les congrès du parti nazi à Nuremberg, et couvre les accords de Munich et la crise des Sudètes.

### La Seconde Guerre mondiale

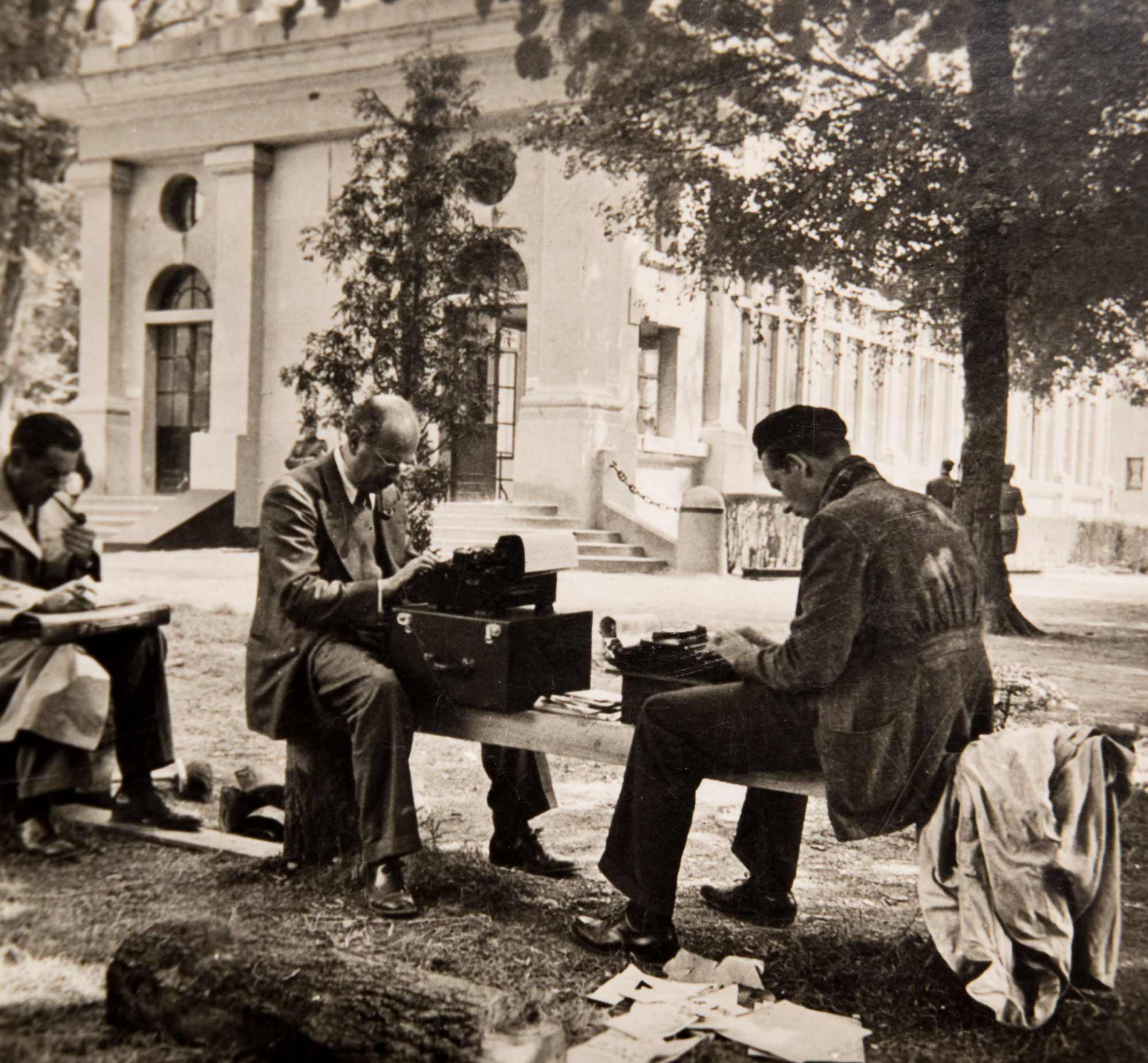
Shirer (à gauche sur le banc) dans le clairière de Rethondes, alors correspondant de guerre de CBS, frappe le texte d'un reportage sur la négociation ou la signature de l’armistice du 22 juin 1940. Le bâtiment à l'arrière-plan est le musée dans lequel se trouvait le wagon de 1918, avant que sa sortie en plein air n’en soit demandée par Hitler pour abriter les négociations et la signature du nouvel armistice.

Basé à Berlin pendant la période précédant la Seconde Guerre mondiale, Shirer couvre les tensions germano-polonaises et l’invasion de la Pologne qui déclenche le conflit mondial en septembre 1939, puis, au printemps 1940, les opérations du front occidental, campagne de Norvège en avril, bataille de France en mai. Il peut ensuite se déplacer auprès des troupes allemandes lorsque celles-ci se rapprochent de Paris, et accomplit l’un des principaux « coups » médiatiques de la guerre en annonçant depuis Compiègne aux auditeurs américains la signature de l’armistice du 22 juin 1940 avant même que la nouvelle ne soit publiée par les autorités allemandes.
La censure est établie au début de la guerre, avec pour but de garder secrètes les informations qui pouvaient être utilisées par les pays en guerre avec l’Allemagne. Elle s’accentue lorsque la Grande-Bretagne refuse les offres de paix de Hitler et lance des bombardements contre des villes allemandes, dont Berlin. Alors que Murrow peut faire suivre le Blitz en direct depuis Londres, les correspondants étrangers en Allemagne ne sont pas autorisés à annoncer les attaques britanniques. Il leur est également interdit de mettre en doute la véracité des communiqués du ministère de la Propagande et de l’Oberkommando der Wehrmacht, et ils sont priés de ne pas employer le terme « nazi », jugé susceptible de faire mauvaise impression. Pendant quelques mois, Shirer parvient à communiquer le fond de ses reportages en usant d’un ton particulier, de silences, d’inflexions, d’allusions ou de termes d’argot américain inconnus des censeurs.
Pendant l’été 1940, Shirer subit des pressions croissantes de la part des autorités nazies pour diffuser les comptes-rendus officiels, qu’il sait être incomplets ou mensongers, et il prévient ses supérieurs à New York que la censure l’empêche de travailler en toute objectivité. En octobre, il fait rentrer sa femme et leur petite fille aux États-Unis en raison de l’intensité des bombardements britanniques. Ayant appris par une connaissance que la Gestapo le soupçonne d’espionnage et a entrepris de constituer un dossier contre lui, il organise son propre départ. Une astuce lui permet d’emporter son journal, qui aurait été un document compromettant et qu’il prévoyait de détruire : il place les volumes au fond de deux valises, les recouvre avec les textes de ses reportages visés et tamponnés par la censure et l’administration, et dépose par-dessus des cartes d’état-major qu’il n’est pas censé pouvoir faire sortir d’Allemagne. Il fait ensuite contrôler les valises par la Gestapo : les agents saisissent les cartes et commencent à contrôler les documents, mais la saisie semblant justifier leur inspection et les nombreux tampons officiels éteignant leur méfiance, ils négligent d’aller jusqu’au fond des valises, et les scellent. Shirer quitte l’Allemagne le 5 décembre 1940.
L’année suivante, il publie son Berlin Diary, un témoignage au jour le jour des événements qu’il a couverts de 1934 à 1940, adapté de ses journaux et de ses notes. L’ouvrage est rapidement traduit en plusieurs langues, notamment en allemand, en français et en russe.
Shirer reste commentateur à la CBS après son retour aux États-Unis ; il donne également des conférences et tient une chronique au New York Herald Tribune.

### Après la guerre
Après la fin de la Seconde Guerre mondiale, Shirer couvre le procès des grands criminels de guerre à Nuremberg et la conférence de San Francisco. Il reçoit en 1946 le Peabody Award pour « couverture et interprétation remarquables de l’actualité ».
L’amitié entre Shirer et Murrow prend fin en 1947 à l’occasion d’une des brouilles les plus médiatisées de l’histoire de la radiodiffusion américaine. Le fabricant de mousse à raser J. B. Williams ayant retiré son financement à l’émission dominicale de Shirer, la CBS, où Murrow est devenu vice-président chargé des affaires publiques, ne trouve pas d’autre sponsor mais accepte de maintenir le programme, ce qui provoque une perte de revenu pour Shirer. Ce dernier est d’avis que le sponsor et le réseau de radio souhaitent se dissocier de ses commentaires à l’antenne, en particulier ses critiques de la doctrine Truman, et que la station accorde plus d’importance aux recettes publicitaires qu’au journalisme. Il quitte la CBS en attribuant la responsabilité de son départ à Murrow, qu’il accuse d’être « flagorneur » vis-à-vis de William S. Paley, fondateur et directeur général du réseau.
Après avoir quitté la CBS, Shirer travaille jusqu’en 1949 pour le Mutual Broadcasting System et continue à donner des conférences et à collaborer à diverses publications. Il ne parvient cependant pas à trouver un travail régulier dans la presse écrite ou la radiodiffusion pendant le maccarthysme en raison de ses convictions de gauche : il a notamment milité en faveur d’une intervention américaine dans la guerre d’Espagne et publiquement soutenu les Dix d’Hollywood, et est référencé en 1950 dans la liste noire anticommuniste Red Channels. Il continue de donner des conférences et se tourne vers l’écriture pour gagner sa vie, mais les temps sont matériellement difficiles pour lui et sa famille. Il publie trois romans, ainsi qu’un ouvrage sur la Scandinavie, et se lance dans le travail de recherche et de rédaction d’un ouvrage sur l’histoire de l’Allemagne nazie.
En 1960, il publie The Rise and Fall of the Third Reich, un récit de plus de 1 200 pages issu de ses souvenirs et recherches. L’ouvrage rencontre immédiatement un grand succès, et connaît vingt réimpressions en un an. Shirer remporte en 1961 le National Book Award, et une adaptation en feuilleton est diffusée par ABC en 1966. L’ouvrage, qui est traduit dans plusieurs langues et vendu à plusieurs millions d’exemplaires aux États-Unis et dans le monde, devient rapidement l’un des plus célèbres sur la période. 
Shirer poursuit ses publications historiques avec une biographie d’Adolf Hitler, un ouvrage sur la destruction du cuirassé DKM Bismarck et un témoignage sur ses relations avec Gandhi. De 1976 à 1990, il fait paraître ses mémoires, en trois volumes, sous le titre 20th Century Journey.
Shirer et Murrow ne se sont jamais réconciliés, en dépit d'une tentative de Murrow en 1964, un an avant de mourir d’un cancer du poumon. Shirer a refusé jusqu’à la fin de sa vie d’expliquer les raisons de leur rupture.
L'année 1989 voit la diffusion de The Nightmare Years, une mini-série mettant en scène les années de Shirer en Allemagne nazie ; son rôle est tenu par Sam Waterston.
Shirer meurt le 28 décembre 1993 au Massachusetts General Hospital de Boston, peu avant son 90e anniversaire. Quelques mois après sa mort paraissent ses deux derniers livres, un ouvrage sur Lev et Sofia Tolstoj et le troisième volume de ses mémoires.
En 1999, un recueil de reportages de Shirer pour la CBS est publié sous le titre This Is Berlin, avec une préface de l’historien militaire britannique John Keegan.

## Travaux historiques

### Berlin Diary
Berlin Diary: The Journal of a Foreign Correspondent 1934-1941 (Journal de Berlin. Le journal d’un correspondant étranger, 1934-1941) a été publié par Alfred A. Knopf en 1941, quelques mois après le retour de Shirer aux États-Unis. Il s’agit d’une version remaniée du journal tenu par Shirer, qui servira de base pour The Rise and Fall of the Third Reich. La plupart de ses sources ne sont pas nommées afin de les protéger d’éventuelles représailles de la Gestapo.
Il fut suivi en 1947 par End of a Berlin Diary, le journal de son voyage dans l’Allemagne dévastée de 1945 et de sa couverture du procès de Nuremberg.

### The Rise and Fall of the Third Reich
The Rise and Fall of the Third Reich: A History of Nazi Germany (Le Troisième Reich, des origines à la chute : Une histoire de l'Allemagne nazie) a été publié par Simon & Schuster en 1960.
Shirer a utilisé pour cet ouvrage ses souvenirs des événements et ses journaux et notes ; les archives disponibles, notamment plusieurs tonnes d’archives allemandes saisies après la guerre et transportées aux États-Unis ; des entretiens réalisés avant et après la guerre ; et les journaux et mémoires de nombreux acteurs, notamment Joseph Goebbels, ministre allemand de la Propagande, le général Franz Halder, chef d’état-major de l’Armée de terre, et le comte Galeazzo Ciano, ministre italien des Affaires étrangères.
L’ouvrage a été sévèrement reçu par le milieu historien. William O. Shanahan, dans sa recension pour l’American Historical Review, écrit qu'il « ne dépasse pas le niveau de compréhension le plus ordinaire » et « n’a aucunement approfondi notre connaissance de Hitler et de son action politique ». Il reproche à Shirer d’user d’une « structure historique ultra-simplifiée » et de « [ne pas prendre] la peine d’explorer les thèmes historiques et les systèmes politiques du vingtième siècle ». « De vastes lectures – parfois biaisée et avec d’importantes omissions – de sources et de travaux de seconde main ne l’ont pas conduit vers des aspects inexplorés du Troisième Reich, et il n’a pas été impressionné par la subtilité et la sophistication qui caractérisent les meilleures études sur ce thème. » Il critique également la place accordée aux informations secondaires : « La plupart des détails ont été développés car ils sont divertissants ; la plupart des choses importantes ont été écartées car elles risquaient d’ennuyer. » Shanahan reconnaît toutefois que l’ouvrage « n’est pas une lecture désagréable ou ennuyeuse. La leçon gagne continûment en intérêt pour devenir de plus en plus passionnante. Le récit, bien que pauvre du point de vue historique, est parcouru par une tension dramatique soutenue. »
Elizabeth Wiskemann, dans International Affairs, le juge « trop long et massif », et tout en écrivant qu’il « se révélera certainement utile », elle ne l’estime « pas assez savant ou assez bien écrit pour satisfaire les exigences universitaires ».
L’un des passages les plus controversés est formé des sections du chapitre 4 sur « Les bases historiques du Troisième Reich » et « Les racines intellectuelles du Troisième Reich ». Shirer y fait du nazisme le produit de l’histoire de l’Allemagne et du caractère national allemand : « L’acceptation de l’autocratie et de l’obéissance aveugle à des tyranneaux qui se posaient en princes s’enracina dans sa mentalité », une « mentalité perverse et détraquée », écrit-il du peuple allemand. Cette vision contribua à la mauvaise réception de l’ouvrage en Allemagne.
Shirer attribue en particulier une « influence immense […] sur les Allemands et sur la suite de leur histoire » à Martin Luther, « génie supérieur et complexe, passionnément antisémite et antiromain qui réunissait dans son caractère orageux tant des meilleures qualités et des pires défauts de l’Allemand – la rudesse, la grossièreté, le fanatisme, l’intolérance, la violence, mais aussi l’honnêteté, la simplicité, la disposition à l’examen de conscience, le désir ardent d’apprendre, le goût de la musique et de la poésie, le besoin d’être juste aux yeux de Dieu ». Comme auparavant Ernst Troeltsch, Thomas Mann et Robert Vansittart, il voit dans sa doctrine des « deux royaumes » l’origine d’une soumission absolue des Allemands au pouvoir politique et l’un des facteurs de l’établissement de la domination totalitaire. Plusieurs spécialistes du protestantisme ont critiqué cette vision, et le théologien Uwe Siemon-Netto a spécifiquement accusé Shirer de s’être fait le propagateur d’un « mythe » repris par certaines institutions publiques américaines.

### The Collapse of the Third Republic
The Collapse of the Third Republic: An Inquiry into the Fall of France in 1940 (L’Effondrement de la Troisième République. Enquête sur la chute de la France en 1940) a été publié par Simon & Schuster en 1969. L’ouvrage est consacré à la France des dernières années de la Troisième République et aux causes de la défaite de 1940. Shirer a été témoin de certains des événements qu’il analyse, ayant vécu en France de 1925 à 1934 et y étant revenu régulièrement jusqu’en 1940 ; il a également rencontré certaines personnalités politiques de la période encore en vie au cours de son travail de rédaction de l’ouvrage.
Shirer voit dans la défaite de 1940 le résultat de graves divisions dans la sphère politique et dans la société remontant aux clivages de l’affaire Dreyfus et aggravés par les effets de la Grande Dépression et la corruption de la presse française. Son ouvrage est à la fois remarqué pour la minutie de l'enquête effectuée, et critiqué fortement pour ces interprétations, qui donnent selon René Rémond libre cours à la petite histoire, aux partis pris et aux conjectures présentées comme des faits établis.

## Publications
Journaux et mémoires
- Berlin Diary: The Journal of a Foreign Correspondent 1934-1941, Alfred A. Knopf, New York, 1941
  - Mon journal à Berlin. Le journal d’un correspondant étranger, 1934-1941, traduit par Albert Pascal, Éditions de la Revue moderne, Montréal, 1943, 558 p.
- End of a Berlin Diary, Alfred A. Knopf, New York, 1947, 369 p.
- 20th Century Journey: A Memoir of a Life and the Times, Little, Brown and Company, Boston, 1976-1990, 3 volumes
- 1 The Start, 1904-1930, 1976
- 2 The Nightmare Years, 1930-1940, 1984
  - Les Années du Cauchemar (1933-1945), traduit par Claude Yelnick, Paris, Tallandier, coll. « Texto », 2009, 450 p.
- 3 A Native’s Return, 1945-1988, 1990
- This is Berlin: Reporting from Nazi Germany, préface de John Keegan, Overlook Press, Woodstock, 1999, 462 p.  (ISBN 0879517190) [présentation en ligne]

Ouvrages historiques
- Mid-Century Journey: The Western World Through Its Years of Conflict, Farrar, Straus, New York, 1952, 310 p.
- The Challenge of Scandinavia: Norway, Sweden, Denmark, and Finland in Our Time, Little, Brown and Company, Boston, 1955, 437 p.
- The Rise and Fall of the Third Reich: A History of Nazi Germany, Simon & Schuster, New York, 1960, 1 245 p. [présentation en ligne] [lire en ligne]
  - Le Troisième Reich des origines à la chute, traduction non attribuée, Stock, Paris, 1961, 1 vol., 1257 p.
- The Rise and Fall of Adolf Hitler, Random House, New York, 1961
- The Sinking of the Bismarck, Random House, New York, 1962, 178 p.
- The Collapse of the Third Republic: An Inquiry into the Fall of France in 1940, Simon & Schuster, New York, 1969, 1082 p.  (ISBN 0671203371)
  - La Chute de la IIIe République. Une enquête sur la défaite de 1940, traduction non attribuée, Stock, Paris, 1970, 1 049 p.
- Gandhi: A Memoir, Simon & Schuster, New York, 1979, 255 p.  (ISBN 0671250795)
- Love and Hatred: The Troubled Marriage of Leo and Sonya Tolstoy, Simon & Schuster, New York, 1994, 400 p.  (ISBN 0671881620)

Romans
- The Traitor, Farrar, Straus, New York, 1950, 374 p.
- Stranger, Come Home, Little, Brown and Company, Boston, 1954, 369 p.
- The Consul’s Wife, Little, Brown and Company, Boston, 1956, 262 p.

## Distinctions
- 1938 : Headliners Club Award
- 1941 : Headliners Club Award
- 1946 : George Foster Peabody Award
- 1961 : National Book Award
- 1961 : Sidney Hillman Foundation Award
- 1981 : George Polk Award